# Eroni Mawi
Pas d'image ? Cliquez ici

a Compétitions nationales et continentales officielles uniquement.

b Matchs officiels uniquement.
Dernière mise à jour le 4 août 2024.
Eroni Mawi, né le 2 juin 1996 à Lautoka (Fidji), est un joueur de rugby à XV international fidjien évoluant au poste de pilier. Il évolue avec les Saracens en Premiership depuis 2020.

## Carrière

### En club
Eroni Mawi commence sa carrière avec l'équipe amateure de Naitasiri dans le championnat national fidjien,.
En 2017, il rejoint la nouvelle équipe fidjienne des Fijian Drua, qui dispute le championnat australien du NRC. Pour sa première saison professionnelle, il joue neuf rencontres (pour seulement une seule titularisation). L'année suivante, il participe à la victoire finale de son équipe au terme de la saison,.
En 2019, il rejoint les Fijian Latui (en), qui sont intégrés au Global Rapid Rugby nouvellement créé.
En février 2020, il est recruté par le club anglais des Saracens, évoluant en Premiership, sur la base d'un contrat court en remplacement de Ralph Adams-Hale blessé. Après cette pige, il est conservé dans l'effectif du club londonien pour la saison 2020-2021. En janvier 2022, il prolonge à nouveau son contrat, pour une durée indéterminée.
Lors de la saison 2021-2022, il est remplaçant lors de la finale du championnat que son équipe perd face à Leicester. La saison suivante, il est titulaire lors de la finale remportée 35 à 25 face aux Sale Sharks
En mars 2024, il prolonge son contrat avec les Saracens jusqu'en 2027.

### En équipe nationale
Eroni Mawi joue avec l'équipe des Fidji des moins de 20 ans en 2015 et 2016, disputant à cette occasion le trophée mondial des moins de 20 ans.
À partir de 2017, il est sélectionné avec les Fiji Warriors (Fidji A), afin de disputer le Pacific Challenge.
Il est sélectionné pour la première fois avec l'équipe des Fidji en juin 2018 pour participer à la Pacific Nations Cup 2018. Il obtient sa première cape internationale le 9 juin 2018 à l'occasion d'un match contre l'équipe des Samoa à Suva.
En mai 2019, il fait partie de la présélection de 50 joueurs annoncé par la Fédération fidjienne de rugby à XV pour préparer la Coupe du monde au Japon. Il est ensuite sélectionné dans le groupe définitif de 31 joueurs en août 2019,. Il joue trois matchs lors de la compétition.
En août 2023, il est retenu dans le groupe de 33 joueurs sélectionné pour participer à la Coupe du monde en France. Il joue les cinq matchs de son équipe, tous comme titulaire au poste de pilier gauche.

## Palmarès

### En club
- Vainqueur du National Rugby Championship en 2018 avec les Fijian Drua.

- Vainqueur du Championnat d'Angleterre de 2e division en 2021 avec les Saracens.
- Finaliste du Championnat d'Angleterre en 2022 avec les Saracens.
- Vainqueur du Championnat d'Angleterre en 2023 avec les Saracens.

### En équipe nationale
- Vainqueur du Pacific Challenge en 2018 avec les Fiji Warriors.

- Vainqueur de la Coupe des nations du Pacifique en 2018

## Statistiques
- 40 sélections avec les Fidji depuis 2018.
- 10 points (2 essais).

- Participation à Coupe du monde en 2019 (3 matchs) et 2023 (5 matchs).